# آدم يونغ (سياسي)
آدم يونغ (بالإنجليزية: Adam R. Young)‏ هو سياسي أمريكي، ولد في 16 ديسمبر 1982 في سمرسفيل في الولايات المتحدة. حزبياً، نشط في الحزب الديمقراطي.